# Thelypteris scallanii
Thelypteris scallanii là một loài thực vật có mạch trong họ Thelypteridaceae. Loài này được (H. Christ) C.V. Morton miêu tả khoa học đầu tiên năm 1966.